# Adam Krężel (oceanolog)
Adam Szczepan Krężel (ur. 26 grudnia 1950) – polski oceanolog, specjalista w zakresie oceanografii fizycznej oraz teledetekcji satelitarnej, profesor nauk o Ziemi, profesor Uniwersytetu Gdańskiego, dziekan Wydziału Oceanografii i Geografii UG w kadencji 2008–2012.

## Życiorys
W 1974 ukończył studia geograficzne ze specjalnością oceanografia fizyczna na Uniwersytecie Gdańskim. Doktoryzował się w 1982 na macierzystej uczelni. Stopień doktora habilitowanego uzyskał w 1998 na Wydziale Biologii, Geografii i Oceanologii UG na podstawie pracy Identyfikacja mezoskalowych anomalii hydrofizycznych w morzu płytkim metodami szerokopasmowej teledetekcji satelitarnej. Tytuł profesora nauk o Ziemi otrzymał 5 czerwca 2014.
Zawodowo związany z Uniwersytetem Gdańskim, na którym doszedł do stanowiska profesora zwyczajnego (2014), a po zmianach prawnych profesora. Na UG pełnił funkcje organizacyjne: był wicedyrektorem (1996–2002) oraz dyrektorem (2002–2008) Instytutu Oceanografii UG, a w 2008 został kierownikiem Zakładu Oceanografii Fizycznej. W kadencji 2008–2012 był dziekanem Wydziału Oceanografii i Geografii UG. Pracował także w Instytucie Morskim w Gdańsku.
Opublikował ponad 70 prac, wypromował czterech doktorów nauk o Ziemi. Został członkiem American Geophysical Union i Gdańskiego Towarzystwa Naukowego. Wybierany był na członka Komitetu Badań Kosmicznych i Satelitarnych PAN oraz Komitetu Badań Morza PAN.
Odznaczony Srebrnym Krzyżem Zasługi (1997), Medalem Komisji Edukacji Narodowej (2000) i Złotym Medalem za Długoletnią Służbę (2011).